# Little Big Soldier
Little Big Soldier (Originaltitel: chinesisch 大兵小將 / 大兵小将, Pinyin Dàbīng xiǎojiāng, Jyutping Daai6bing1 siu2zoeng3, alternativer Titel englisch Big Soldier, Little General) ist ein in China und Hongkong produzierter Direct-to-DVD-Abenteuerfilm aus dem Jahr 2010 mit Jackie Chan und Lee-Hom Wang in den Hauptrollen. Der Film feierte am 17. Februar 2010 auf der Berlinale 2010 seine Weltpremiere. Im Herbst 2010 erschien er als DVD und Blu-ray Disc.

## Handlung
Im Jahr 227 v. Chr., während der Zeit der streitenden Reiche, noch vor der Gründung des chinesischen Reiches, kommt es zwischen den zahlreichen kleinen Königreichen immer wieder zu erbitterten Kämpfen um die Vorherrschaft im Lande. Bei einer dieser blutigen Schlachten zwischen den verfeindeten Armeen von Liang und Wei fielen fast alle Soldaten. Nur wenige, wie der alte Liang-Soldat Leung Kwok, überlebten. Dieser hatte sich mit einer Pfeilattrappe tot gestellt und konnte so dem Massaker entgehen. Er bemerkt, dass auch der feindliche Kronprinz Weiguo überlebt hat, und es gelingt ihm, ihn gefangen zu nehmen. Er beabsichtigt, für Weiguo eine Belohnung einzufordern, um so dem weiteren Kriegsdienst zu entgehen. Jedoch wird die Reise zurück zu seiner Armee mit dem brisanten Gefangenen für beide ein Kampf ums Überleben, denn Weiguos Bruder, der Wei-Prinz Wen, unterstützt von General Wu, beabsichtigt, Weiguo zu töten, um selbst den Thron zu beanspruchen.
Auf der Flucht treffen sie auf eine Tänzerin und später auf verarmte Heimatlose, die verdeutlichen, wie sehr das Land unter den fortwährenden Kriegen zu leiden hat. Als sie von Räubern aus Loufan gefangen genommen werden, erkennen sie, dass sie zusammenarbeiten müssen. Bei dem Versuch, Weiguo in ihre Hand zu bekommen, tötet Wen die Frau des Anführers der Räuber. Beim Showdown in der Höhle, in der sich Weiguo und Leung Kwok geflüchtet haben, wird Wu getötet und Wen begeht Selbstmord, damit die Räuber ihre Rache bekommen und dafür seinen Bruder verschonen. Zum Schluss lässt Leung Kwok den Prinzen laufen, damit „wenigstens ein Bruder überlebt“, erinnert ihn aber an sein Versprechen, keinen Krieg mehr gegen Liang zu führen. Nach Liang heimgekehrt, sieht er, dass Truppen des Königreichs Qin Liang erobert haben, und wird von diesen erschossen.

## Rezeption

### Englischsprachiger Raum
In den Vereinigten Staaten beurteilte die Kritik den Film überwiegend positiv. Die Aggregatorseite Rotten Tomatoes wertete 14 Kritiken aus, von denen sie 11 als eher positiv (fresh) und 3 als eher negativ (rotten) klassifizierte. Damit betrug der Anteil der positiven Kritiken 79 % bei einer durchschnittlichen Bewertung von 6,2 aus 10 Punkten.

### Deutschsprachiger Raum
„Sieht man aber einmal von dem finalen Einigungsgetöse ab, bietet der Film durchweg unterhaltsames und liebevoll gestaltetes, wenngleich anspruchsloses und klischeebelastetes Mainstreamkino mit asiatischen Klängen, bei dem auch die für Chan üblichen Outtakes während des Abspanns nicht fehlen dürfen.“

## Computerspiel und Blu-ray
- Am 20. November 2009 kündigte Jackie Chan in Peking gemeinsam mit Universal Culture Limited und EURO WEBSOFT an, dass ein Computerspiel zum Film erscheinen wird. Bei einer Konferenz wurden die Charaktere von Chan und Wang im Spiel gezeigt.[5] Am 26. Januar 2010 wurde er unter dem Namen Flash Little Big Soldier (chin. FLASH大兵小将) veröffentlicht. Das Spiel gibt es jedoch nur auf Chinesisch.
- Am 15. November 2010 erschien der Film auch auf Blu-ray Disc.[2]